# José María Moscoso de Altamira
José María Moscoso de Altamira y Quiroga (Mondoñedo, 25 de mayo de 1788 – Madrid, 1 de marzo de 1854), primer conde de Fontao, fue un político español.

## Biografía
Nacido José María Moscoso y Quiroga (el "Altamira" se añadiría más tarde a su apellido). 
Su padre era el hidalgo lucense Don José María Moscoso y Miranda, VII Señor de Fontao, de Ferreira, de la villa de San Martín de Mondoñedo, de Formarán, de Donalbay, de San Pedro del Río y de Senande, coronel del regimiento de milicias provinciales y regidor perpetuo de Mondoñedo. Su madre Doña María del Carmen Quiroga y Quindós, hija del Señor de Herves, D. Andrés Quiroga y Ulloa, Académico de número de la Real de Agricultura de Galicia y de Dª. María Quindós y Pardo, hija, a su vez, del III marqués de San Saturnino.
Hizo sus estudios en el Real Colegio de Artillería de Segovia junto a su hermano Joaquín, muerto en 1811 en la batalla de La Albuera.
Comenzada la Guerra de la Independencia Española en 1808, fue nombrado representante de la nobleza de Lugo en el congreso de La Coruña reunido debido a la invasión francesa y después comandante en el regimiento de la milicia de Mondoñedo, por lo cual debió abandonar esta ciudad al ocuparla los franceses, huyendo a Ferrol. Regresó al poco tiempo y por negarse a acudir a la Corte en representación del Reino para cumplimentar al nuevo rey José I debió nuevamente huir, logrando del general marqués de La Romana la reconstitución del regimiento provincial de Mondoñedo. 

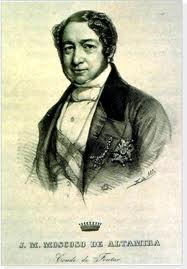
José María Moscoso de Altamira (litografía de Federico de Madrazo).

El 22 de marzo de 1812 fue elegido como regidor de dicha ciudad y, ya terminando la ocupación el 1 de septiembre de 1814, alcalde ordinario de la misma. Casado el 1 de mayo de 1817 con María Antonia Taboada y Bueno, señora de Bendoiro y Santa Marta de Babio, ese año recibe la llave como Gentilhombre de cámara con ejercicio del Rey. Poco después se trasladó a Ferrol, siendo nombrado, en 1820, su primer alcalde constitucional, ya en el Trienio liberal.
El 22 de mayo de 1820 acudió como diputado por el Reino de Galicia a las Cortes de Madrid. Activo en las discusiones parlamentarias fue elegido Vicepresidente  el 9 de octubre de 1820, y  Presidente de las Cortes el 1 de junio de 1821. El 28 de febrero de 1822 fue nombrado ministro de la Gobernación de la Península en el Gobierno de Francisco Martínez de la Rosa.
Intrigas políticas hicieron caer al gobierno y Moscoso fue destituido el 7 de julio tras la intentona de sublevación absolutista. Poco después fue arrestado en Galicia por la causa criminal que se siguió contra los miembros de aquel gabinete. Con la restauración de la Monarquía absoluta en 1823 el rey Fernando VII le retiró, en el llamado Decreto de Andújar, los honores de Gentilhombre y ordenó su destierro en Lugo. En octubre fue otra vez arrestado en Lugo por su participación en el levantamiento de 1820, pero fue absuelto.
No se acogió a la amnistía general que imponía el destierro del Reino, y fue confinado en Lugo por el general Eguía. En esta situación permaneció 7 años hasta que en 1832 el nuevo capitán general Pablo Morillo le otorgó la libertad de movimiento y lo llamó a La Coruña como consejero. La muerte de Fernando VII y la subida al poder de los liberales moderados, de quien era líder en Galicia, hicieron que fuera designado Subdelegado de Fomento en Lugo el 10 de diciembre de 1833 y fuera rehabilitado por la Reina Regente María Cristina de Borbón-Dos Sicilias en su puesto de Gentilhombre. 
Formó el censo general y el padrón de la provincia y el 30 de marzo de 1834 la Regente lo nombró Decano de la Sección de Fomento del Consejo Real y el 17 de abril, ministro de Fomento General del Reino en reemplazo del ministro Javier de Burgos. Cesó un año después habiendo desarrollado proyectos de carreteras en Galicia y Aragón.
Procurador del Reino desde 26 de julio de 1834 y uno de los artífices del Estatuto Real desde su posición en el gobierno de Francisco Martínez de la Rosa. Creado el Senado de España en 1837, por mandato de la Constitución de 1836 fue elegido el 1 de noviembre de ese año su primer  Presidente siéndolo igualmente en las legislaturas de 1838, 1839, 1840, 1844 y 1845. Senador vitalicio desde el 24 de agosto de 1845.
Le fue otorgado el título de conde de Fontao el 8 de enero de 1840 en atención a este antiguo señorío de su familia, del que era VIII titular, y que se remontaba al siglo XV. Fue caballero gran cruz de la Orden de Carlos III, caballero gran cordón de la Legión de Honor de Francia, caballero de la Orden de Malta, miembro de número de la Real Academia de Bellas Artes de San Fernando y caballero de la Real Maestranza de Caballería de Ronda.

## Episodios nacionales
En 1876, en su 7 de julio , la quinta novela de la segunda serie de los Episodios nacionales, en la cual Benito Pérez Galdós narra la - mencionada antes - sublevación de la Guardia Real y parte del ejército perpetrada en 1822 contra el sistema constitucional imperante, con el apoyo del rey Fernando VII, para volver al absolutismo, menciona al Ministro Moscoso llamándole el Aprendiz: 

¿Y qué diré del Aprendiz, señores, del hombre infame que ideó el Reglamento para destruir la Milicia, de ese pedantón, que mientras la patria está en peligro se ocupa en disponer que siembren lino de Irlanda en los campos de Calatayud? ¿Por qué he de ocultarlo? Yo, si estuviera en mi mano, le ahorcaría... ...
Benito Pérez Galdós, 7 de julio  (Episodios nacionales)

## Descendencia
De su matrimonio con María Antonia Taboada y Bueno, Señora de Bendoiro nació:
- Sofía Moscoso de Altamira Taboada que casó con el coronel sevillano José Moreno Sopranís Daoiz.

| Predecesor: No existe                    | Presidente del Senado de España 1837-1840                                            | Sucesor: Ildefonso Díez de Rivera         |
| Predecesor: Mauricio Carlos de Onís      | Presidente del Senado de España 1844-1845                                            | Sucesor: Manuel Pando Fernández de Pinedo |
| Predecesor: Antonio de la Cuesta y Torre | Presidente de las Cortes 1 de junio de 1821-21 de junio de 1821                      | Sucesor: Pedro González Vallejo           |
| Predecesor: Francisco Javier Pinilla     | Ministro de la Gobernación de la Península 28 de febrero de 1822-5 de agosto de 1822 | Sucesor: José María Calatrava             |
| Predecesor: Javier de Burgos             | Ministro de Fomento General del Reino 17 de abril de 1834-12 de febrero de 1835      | Sucesor: Juan Álvarez Guerra              |